# Budgee Budgee
Budgee Budgee är en ort i Australien. Den ligger i kommunen Mid-Western Regional och delstaten New South Wales, i den sydöstra delen av landet, omkring 210 kilometer nordväst om delstatshuvudstaden Sydney. Orten hade 194 invånare år 2016.
Runt Budgee Budgee är det mycket glesbefolkat, med 3 invånare per kvadratkilometer.. Närmaste större samhälle är Mudgee, omkring 10 kilometer sydväst om Budgee Budgee.
Trakten runt Budgee Budgee består till största delen av jordbruksmark. Genomsnittlig årsnederbörd är 857 millimeter. Den regnigaste månaden är februari, med i genomsnitt 164 mm nederbörd, och den torraste är oktober, med 24 mm nederbörd.